# (198) Ámpela
(198) Ámpela es un asteroide que forma parte del cinturón de asteroides y fue descubierto por Alphonse Louis Nicolas Borrelly el 13 de junio de 1879 desde el observatorio de Marsella, Francia.
Está nombrado por Ámpelo, un dios de la mitología griega.

## Características orbitales
Ámpela está situado a una distancia media del Sol de 2,459 ua, pudiendo acercarse hasta 1,897 ua. Su excentricidad es 0,2283 y la inclinación orbital 9,313°. Emplea en completar una órbita alrededor del Sol 1408 días.